# Греков, Иван Иванович
Иван Ива́нович Гре́ков (5 (17) марта 1867, хутор Томилинка, Воронежская губерния — 11 февраля 1934, Ленинград) — русский и советский хирург, доктор медицинских наук (1901), профессор (1915), почётный член и почётный председатель Хирургического общества Н. И. Пирогова (1920), главный редактор научного медицинского журнала «Вестник хирургии и пограничных областей» (1922—1934), председатель XVI Всероссийского съезда хирургов (1924), главный врач Обуховской больницы (1927—1934), заслуженный деятель науки РСФСР (1932).

## Биография
Иван Иванович Греков родился 5 (17) марта 1867 года на хуторе Томилинка Богучарского уезда Воронежской губернии в семье донского казака. В семье кроме него было ещё шесть детей: четыре мальчика и две девочки. После преждевременной кончины отца воспитанием детей занималась мать. В 1876 году Иван поступил в Новочеркасскую гимназию, после окончания которой с отличием в 1885 году поступил на историко-филологический факультет Московского университета, а через год перевёлся на естественный факультет. Во время обучения в Московском университете Греков имел возможность в качестве слушателя посещать лекции И. М. Сеченова и К. А. Тимирязева. В 1890 году был арестован перед самыми выпускными экзаменами за участие в революционном движении, заключён в Бутырскую тюрьму и позднее исключён из университета. Осенью 1890 года был освобождён и получил возможность продолжить образование на медицинском факультете Дерптского университета, где в числе преподавателей в то время состояли анатом Август Раубер, физиолог А. А. Шмидт, хирург В. Г. Цеге-Мантейфель. Во многом под влиянием последнего у И. И. Грекова возникло увлечение хирургией. Вместе с Грековым в университете учился В. В. Смидович — впоследствии известный писатель В. В. Вересаев, с которым он на протяжении многих последующих лет сохранял дружеские отношения. В 1894 году Греков окончил Дерптский университет, получив звание врача.

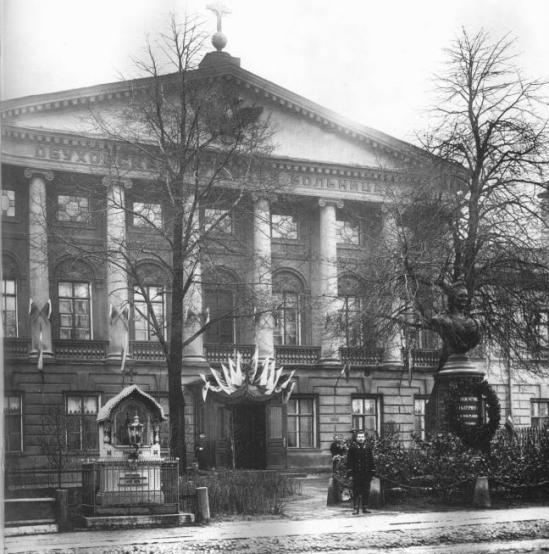
Обуховская больница, 1913 год

В начале 1895 года Греков переехал в Санкт-Петербург и в марте того же года был принят на работу врачом-экстерном в женское хирургическое отделение Обуховской больницы, старейшей и одной из самых крупных больниц России, в которой непрерывно проработал 39 лет, выполнив свыше 40 тысяч операций. В 1898 году Греков был принят в действительные члены Хирургического общества Н. И. Пирогова. В 1901 году он защитил докторскую диссертацию на тему «Материалы к вопросу о костных дефектах черепа и их лечении». В 1903 году Греков стал помощником заведующего женским хирургическим отделением Обуховской больницы, а в 1905 году возглавил его, в 1912 году занял должность заведующего мужским хирургическим отделением. В 1917 году мужское и женское хирургические отделения больницы были объединены, а новообразованное отделение возглавил И. И. Греков. С 1927 года он стал главным врачом Обуховской больницы, сохранив за собой должность заведующего хирургическим отделением. Именно И. И. Греков, имевший значительный авторитет, добился отмены решения о сносе Обуховской больницы и провёл её масштабную реконструкцию, приведя её к современным требованиям. В 1928 году в Обуховской больнице по его инициативе была создана физиологическая лаборатория, которая при активном участии Грекова занималась разработкой и внедрением в клиническую практику новых физиологических методов обследования больных.
Одновременно с этим, с 1909 года в течение нескольких лет И. И. Греков возглавлял Центральную станцию скорой медицинской помощи в Санкт-Петербурге, а в период с 1915 по 1934 год занимал должность профессора и заведующего кафедрой госпитальной хирургии Психоневрологического института (впоследствии 2-й Ленинградский медицинский институт). В 1922 году стал главным редактором возобновлённого после пяти лет забвения журнала «Вестник хирургии и пограничных областей», правопреемника журнала «Хирургический архив Вельяминова», и оставался им до конца жизни.
В 1931 году, после организации на базе Обуховской больницы 3-го Ленинградского медицинского института, И. И. Греков возглавил образованную больницу-медвуз. В 1932 году за большие научные, педагогические и общественные заслуги Грекову было присвоено почётное звание заслуженного деятеля науки РСФСР.
И. И. Греков скоропостижно скончался 11 февраля 1934 года во время научного заседания в Ленинграде. Похоронен на Коммунистической площадке Александро-Невской лавры. Надгробие (скульптор И. В. Крестовский, архитектор Тотес) создано в 1954 году.

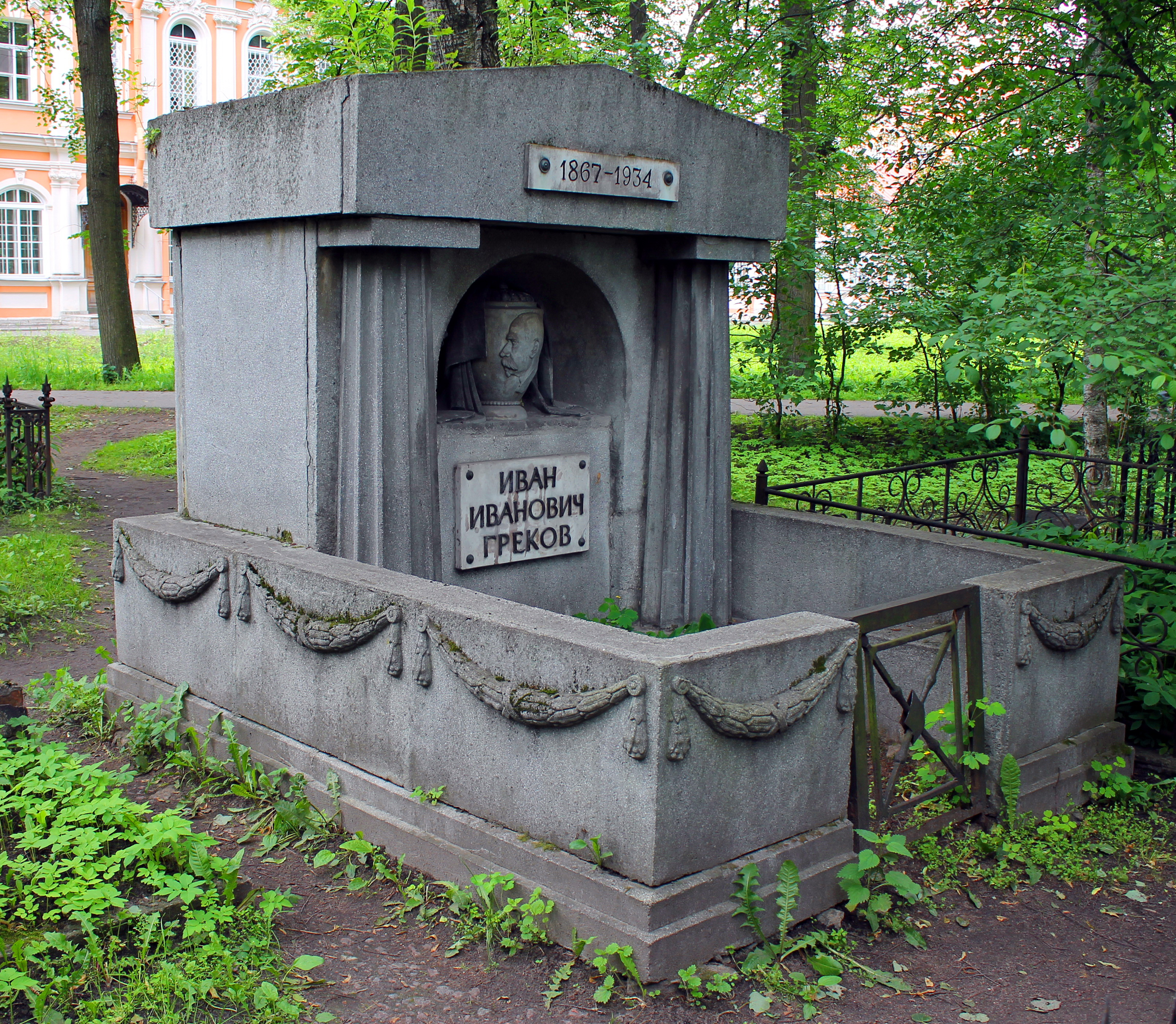
Могила И. И. Грекова на Коммунистической площадке Александро-Невской Лавры в Санкт-Петербурге
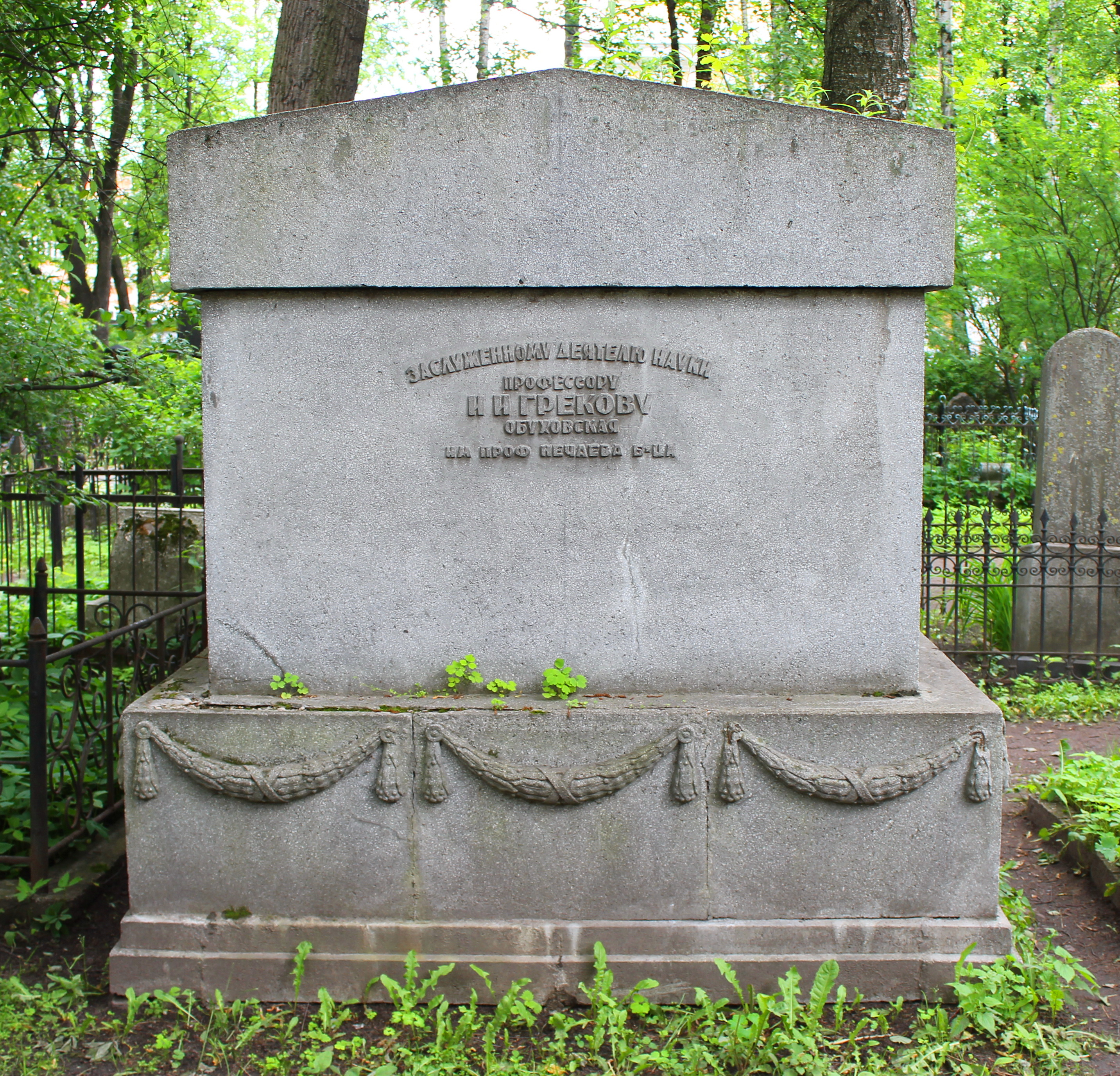
Могила И. И. Грекова на Коммунистической площадке Александро-Невской Лавры. Вид с обратной стороны

## Адреса в Санкт-Петербурге — Петрограде — Ленинграде
- 1904—1911 — Загородный проспект, 28[14];
- 1911—1917 — Колокольная улица, 5;
- 1923—1934 — улица Достоевского, 4.

## Вклад в медицинскую науку
Перу И. И. Грекова принадлежит более 150 печатных научных работ, посвящённых вопросам хирургии лёгких, сердца, органов брюшной полости, лечения ран. Среди них особое значение имеют работы «О сшивании ран сердца» (1903), «О лечении перитонитов» (1914), «О лечении травматических аневризм с помощью сосудистого шва и пересадки сосудов» (1916), «Хирургическое лечение раковых опухолей, повреждений и других заболеваний поджелудочной железы» (1922), «О лечении повреждений грудной полости» (1924), «Об иссечении гангренозной грыжи ent bloc» (1926), «Об ошибках в хирургии» (1927).
В 1909 году он одним из первых в Российской империи ввёл в практику способ обработки операционного поля с использованием настойки йода, предложенный осенью 1908 года итальянским хирургом Антонио Гроссихом (Antonio Grossich) и заключающийся в четырёхкратном смазывании кожи 10 % спиртовым раствором йода (за 5 минут до операции, непосредственно перед разрезом кожи, перед наложением швов на кожу, после наложения швов). В апреле 1909 года Греков опубликовал в медицинской газете «Русский врач» обширную работу на эту тему, способствовавшую широкому внедрению этого нового способа в хирургическую практику.

### В абдоминальную хирургию
Наибольшего признания И. И. Греков добился благодаря своим научным работам в области абдоминальной хирургии. Уже в 1900 году молодой врач опубликовал работу о лечении каловых свищей выключением кишки. Греков, основываясь на огромном материале Обуховской больницы в области хирургического лечения кишечной непроходимости, выступил с предложением проводить ранние оперативные вмешательства при этом диагнозе, чаще накладывать свищи и корригировать лечение в послеоперационном периоде с учётом биохимических показателей крови. Греков способствовал широкому внедрению в диагностику острой кишечной непроходимости симптома Обуховской больницы, заключающегося в баллоннообразном вздутии пустой ампулы прямой кишки на фоне зияния ануса, определяемом при пальцевом исследовании.
Глубокое изучение Грековым проблемы кишечной непроходимости показало необходимость разработки и внедрения новых оперативных вмешательств, главным образом при заворотах толстой кишки, в связи с чем им в 1910 году предложена операция инвагинации омертвевшей при завороте петли сигмовидной кишки в отводящую её часть, получившая впоследствии название «Греков I». Отсутствие полного удовлетворения автора и других хирургов результатами лечения по этой методике привели к поиску И. И. Грековым новых, более совершенных методов. В итоге в 1924 году им была предложена двухмоментная резекция сигмовидной и нисходящей толстой кишки, которая по своей простоте вытеснила предыдущую методику и сделала оперативное лечение более безопасным, войдя в руководства по оперативной хирургии под названием операции «Греков II».
Греков пропагандировал ранние операции при остром аппендиците, что нашло отражение в его выступлениях на VII-м и XII-м съездах российских хирургов. На протяжении многих лет он занимался изучением разлитого перитонита, разработкой более совершенных методов его хирургического лечения. На XII-м съезде российских хирургов (1912) он выступил с программным докладом «О лечении перитонитов». В своём сообщении, основывавшемся более чем на 200 наблюдениях разлитого гнойного перитонита, Греков всесторонне обосновал показания к своевременному оперативному лечению заболеваний, которые могут привести к перитониту, и подробно остановился на принципах и технике операции. Он детально разработал методику тампонады брюшной полости, а также определил показания к ней при перитоните. Этот доклад он впоследствии доработал и опубликовал в журнале «Русский врач» в 1914 году.
И. И. Греков определил функциональную и рефлекторную взаимосвязь между аппендицитом и язвенной болезнью, баугиниевой заслонкой и привратником, указав, что при болезнях слепой кишки возможны нарушения двигательной и секреторной функции желудка; предложил модификацию резекции кишки при ущемлённых грыжах.
Греков первым в Российской империи успешно выполнил удаление поджелудочной железы. В 1913 году на XIII съезде российских хирургов он сделал доклад «К хирургии pancreas», в котором сообщил об успешном случае резекции значительной части поджелудочной железы по поводу рака, в результате чего от железы осталась ничтожная часть в виде полоски на двенадцатиперстной кишке. Удачный исход операции позволил Грекову высказать надежду на то, что в будущем станет возможным хирургическое лечение рака поджелудочной железы. Примечательно, что больная прожила после этой операции 16 лет.

### В сердечно-сосудистую хирургию
И. И. Грекова по праву относили к числу корифеев сердечно-сосудистой хирургии. 8 (21) июля 1903 года Греков одним из первых в России успешно выполнил зашивание колото-резаной раны сердца. Примечательно, что к концу 1903 года в Российской империи было выполнено семь оперативных вмешательств по поводу ранений сердца, однако выздоровление наступило лишь у двух больных, одним из которых являлся прооперированный Грековым пациент. В 1904 году Греков опубликовал в журнале «Русский хирургический архив» статью «Три случая наложения швов на рану сердца», в которой он обобщил результаты хирургического лечения трёх пациентов в хирургическом отделении Обуховской больницы, а также провёл анализ 60 наблюдений наложения швов на рану седца, собранных им в мировой медицинской литературе. В этой работе Греков сделал смелые предложения по лечению пациентов с ранением сердца. За всю свою хирургическую практику Грековым лично выполнено 6 операций по поводу ранений сердца. В 1928 году он первым в истории отечественной хирургии произвёл вскрытие полости правого желудочка сердца с целью удаления из неё пули, а в 1929 году представил этот случай в статье «Ventriculotomia cordis explorativa». Он одним из первых в мире решился с целью ревизии ввести в полость правого желудочка сердца металлический инструмент и сделал вывод о безвредности такой манипуляции.

### В торакальную хирургию
И. И. Греков являлся сторонником выжидательной тактики и консервативного лечения проникающих ранений грудной клетки, применения пневмопексии при их осложнении открытым пневмотораксом.
В 1915 году он успешно выполнил операцию Ру — Герцена у 9-летнего мальчика, страдавшего послеожоговой стриктурой пищевода и перенёсшего до этого гастростомию, произведённую в другой клинике. При этом Греков сделал два отступления от первоначальной методики П. А. Герцена: уложил трансплантат из тонкой кишки в открытый подкожный тоннель под визуальным контролем и вторым этапом соединил трансплантат с пищеводом, чтобы ускорить восстановление нормального глотания. Третьим этапом он соединил трансплантат с желудком наложением анастомоза бок в бок, а затем закрыл гастростому. По данным Б. А. Петрова, к 1915 году выполнить законченную тонкокишечную пластику пищевода во всём мире удалось только четырём хирургам — П. А. Герцену, Альбену Ламботту, Цезарю Ру и И. И. Грекову. Благоприятный отдалённый результат этой операции Греков демонстрировал через 6 лет.
Греков первым в России в 1922 году выполнил операцию Жиано — Гальперна, заключающуюся в создании искусственного пищевода путём выкраивания желудочной трубки из большой кривизны желудка с основанием в области его дна.

### В травматологию
Уже в 1898 году в журнале «Летопись русской хирургии» Грековым было опубликовано масштабное исследование «О закрытии черепных дефектов прокаленной костью», которое легло в основу его докторской диссертации «Материалы к вопросу о костных дефектах черепа и их лечении» (1901). В своей диссертационной работе он показал, что применение прокалённой кости способствует закрытию не только свежих, но и старых дефектов костей черепа. Этим исследованием был сделан существенный вклад в отечественную хирургию, так как в то время замещение дефектов черепа в частности и костных дефектов вообще являлось одной из актуальных хирургических проблем.
Во время Первой мировой войны И. И. Греков начал активно заниматься оперативным лечением переломов костей. В период военных действий стал актуальным вопрос о наиболее целесообразном лечении тяжёлых гнойных артритов, и И. И. Греков убедительно доказал, что обширная резекция коленного сустава позволяет достичь хороших результатов. Греков предложил модификацию операции при повреждении крестообразных связок коленного сустава: метод восстановления крестообразных связок коленного сустава путём свободной пересадки широкой фасции бедра.

Обложка журнала «Вестник хирургии и пограничных областей», 1932 год

## Общественная деятельность
Ещё в 1898 году И. И. Греков стал действительным членом Хирургического общества имени Н. И. Пирогова. Начиная с 1911 года Греков был заместителем председателя, а с 1919 года — председателем этого общества; с 1920 года — почётный член и почётный председатель Хирургического общества Н. И. Пирогова. Он способствовал сохранению музея памяти Н. И. Пирогова при хирургическом обществе Пирогова в Ленинграде.
В 1922 году при активном участии Грекова Хирургическое общество Пирогова после 5 лет забвения, обусловленных Октябрьской революцией, Гражданской войной и последовавшей разрухой в стране, при поддержке государственных учреждений возобновило выпуск журнала «Хирургический архив Вельяминова» под названием «Вестник хирургии и пограничных областей». Главным редактором возобновлённого журнала стал И. И. Греков, который не только редактировал статьи, но и определял тематику журнала, занимался его текущими делами и направлял его работу. Первоначально журнал финансировался государством, однако с пятого тома в 1925 году «Вестник хирургии и пограничных областей» стал органом Хирургического общества Пирогова, которое было не в состоянии полностью покрыть расходы на издание. В связи с этим материальное бремя по изданию «Вестника» взяли на себя И. И. Греков и ряд других известных профессоров того времени. На Грекова также легли и заботы по обеспечению типографии бумагой.
Доказательством признания заслуг И. И. Грекова перед отечественной хирургией является его избрание председателем XVI-го Всероссийского съезда хирургов, проходившего в 1924 году.
В 1928 году И. И. Греков совместно с Н. Н. Болярским и Н. К. Лысенковым сохранил от разрушения усыпальницу Н. И. Пирогова в селе Вишня Винницкой области, что позволило позднее создать там мемориальный музей Н. И. Пирогова в 1947 году.

## Память

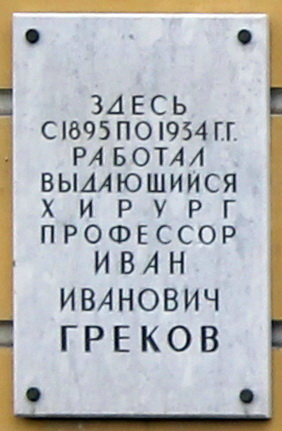
Мемориальная доска И. И. Грекову на здании Обуховской больницы

Обложка журнала «Вестник хирургии имени И. И. Грекова»

- Постановлением Президиума Ленинградского Совета РККД от 4 июня 1934 года в память о И. И. Грекове журнал «Вестник хирургии и пограничных областей» был переименован в «Вестник хирургии имени И. И. Грекова»[3]
- На главном корпусе бывшей Обуховской больницы в Санкт-Петербурге по адресу набережная реки Фонтанки, 106, где работал И. И. Греков, в 1969 году установлена мраморная мемориальная доска работы архитектора Я. П. Пастернака с текстом: «Здесь с 1895 по 1934 гг. работал выдающийся хирург, профессор Иван Иванович Греков»[29]
- Кафедре факультетской хирургии Северо-Западного государственного медицинского университета имени И. И. Мечникова присвоено имя И. И. Грекова[13]

## Медицинские термины, в которых присутствует имя И. И. Грекова
- Модификация Грекова:

1. модификация операции Кальба — хирургическая операция при портальной гипертензии: в брюшине и косых мышцах боковых стенок живота вырезаются «окна» до подкожной жировой клетчатки
2. модификация операции Ру — Герцена — хирургическая операция по замещению пищевода при его ожоге: тонкая кишка укладывается в дугообразный кожный лоскут, который закрывается посредством сшивания краёв отсепарованной кожной раны; после этого накладывается анастомоз между кишкой и пищеводом на шее, а следующим этапом кишечный трансплантат сшивается с желудком; производится удаление слизистой по Сапежкову в слепом участке пищевода

- Операция Грекова:

1. хирургическая операция при опухоли поджелудочной железы, заключается в полном её удалении
2. хирургическая операция по поводу ущемлённой пупочной грыжи с признаками флегмонозно-гангренозных её изменений: производится круговой разрез, проникающий в брюшную полость вне ущемляющего кольца, у основания грыжевого выпячивания; не вскрывая ущемлённой грыжи, её иссекают в пределах здоровых тканей, после чего производят пластику грыжевых ворот

- Операция «Греков I» (способ Грекова I удаления сигмовидной кишки) — хирургическая операция, заключающаяся в инвагинации некротизированной при завороте петли сигмовидной кишки в сохранившую жизнеспособность отводящую её часть с расчётом на последующее отторжение и отхождение через прямую кишку: участок сигмовидной кишки, подлежащий удалению, отделяется от брыжейки, эвагинируется за пределы растянутого заднепроходного отверстия, резецируется, а концы кишки сшиваются круговым швом с подшиванием его к коже[33]
- Операция «Греков II» (способ Грекова II удаления сигмовидной кишки, двухмоментная резекция сигмовидной кишки по Грекову) — хирургическая операция двухмоментной резекции сигмовидной кишки, применяемая при её завороте и заключающаяся в наложении обходного анастомоза между приводящим и отводящим коленами кишки в пределах здоровых тканей с выведением наружу через дополнительный разрез омертвевшей кишечной петли, отсечение которой производится через несколько дней с прошиванием культи глухим трёхэтажным швом; культи втягиваются в брюшную полость через 3—4 недели[33]
- Операция Свенсона — Хиата — Грекова — двухэтапная хирургическая операция, применяемая при болезни Гиршпрунга и заключающаяся во внутрибрюшинной мобилизации сигмовидной и прямой кишки (первый этап), эвагинации мобилизированной части через прямую кишку и её внебрюшинной резекции, включая аганглионарную зону, с наложением анастомоза между оставленными частями сигмовидной и прямой кишки (второй этап)[7][16][17][34][35]
- Способ Грекова:

1. способ баугинопластики при баугиноспазме: продольно рассекается передняя стенка подвздошной кишки, через Баугиниеву заслонку в просвет слепой кишки вводится желобоватый зонд, по которому рассекается в поперечном направлении передняя стенка слепой кишки вместе с заслонкой; затем рана сшивается в поперечном направлении таким образом, что заслонка в шов не попадает
2. способ лечения слоновости: с целью улучшения оттока лимфы из подкожной клетчатки производится подшивание лоскута на ножке из широкой фасции бедра к надкостнице бедренной кости
3. способ опорожнения кишки при высокой кишечной непроходимости: содержимое переполненной кишки выжимается пальцами в направлении к желудку (против перистальтики), а опорожнение желудка производится через зонд
4. способ опорожнения кишки при низкой кишечной непроходимости: содержимое переполненной кишки выжимается пальцами в направлении к низу, по ходу перистальтики

## Комментарии
1. ↑  В Российской империи (до 1917 года) — нештатный врач, бесплатно работавший в больнице или в каком-либо ином учреждении в целях прохождения практики.